# Rüdiger Blaschke
Rüdiger Blaschke (* 26. Juni 1954) ist ein ehemaliger deutscher Kommunalpolitiker. Er war Bürgermeister von Hohenlockstedt und von 2002 bis 2010 Bürgermeister der Kreisstadt Itzehoe.

## Leben
Blaschke besuchte als Berufsschüler das Regionale Berufsbildungszentrum Steinburg. Später arbeitete er zeitweise auf dem Gut Schmabek in Itzehoe.
Blaschke ist verheiratet und hat drei Kinder.

## Politik
Blaschke war bereits Bürgermeister in Hohenlockstedt gewesen, als er 2002 als parteiloser Kandidat zum Bürgermeister Itzehoes gewählt wurde. Die Wahl am 22. September des Jahres, bei der Blaschke 64,7 Prozent erlangte, wurde jedoch wegen eines Formfehlers für ungültig erklärt und musste wiederholt werden.  Bei der Wiederholung der Wahl am 22. Februar 2004 kam Rüdiger Blaschke auf 88,6 %. Bei der Wahl am 7. März 2010 verlor Blaschke mit 40 Prozent der Stimmen gegen Andreas Koeppen (56 Prozent).